# Nerophis
Nerophis è un genere di pesci della famiglia Syngnathidae.

## Specie
- Nerophis lumbriciformis (Jenyns, 1835)
- Nerophis maculatus Rafinesque, 1810
- Nerophis ophidion (Linnaeus, 1758)

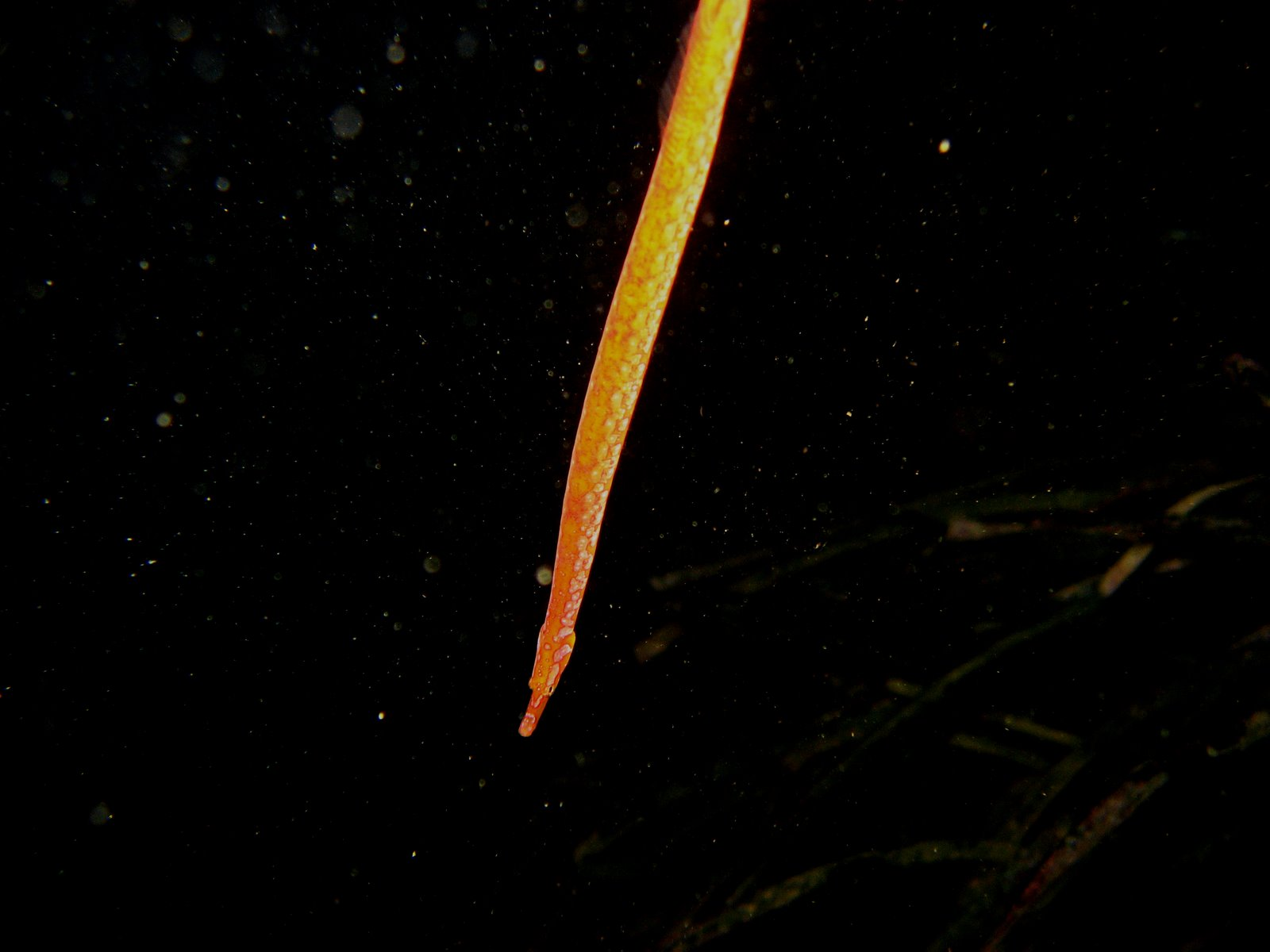
Nerophis maculatus
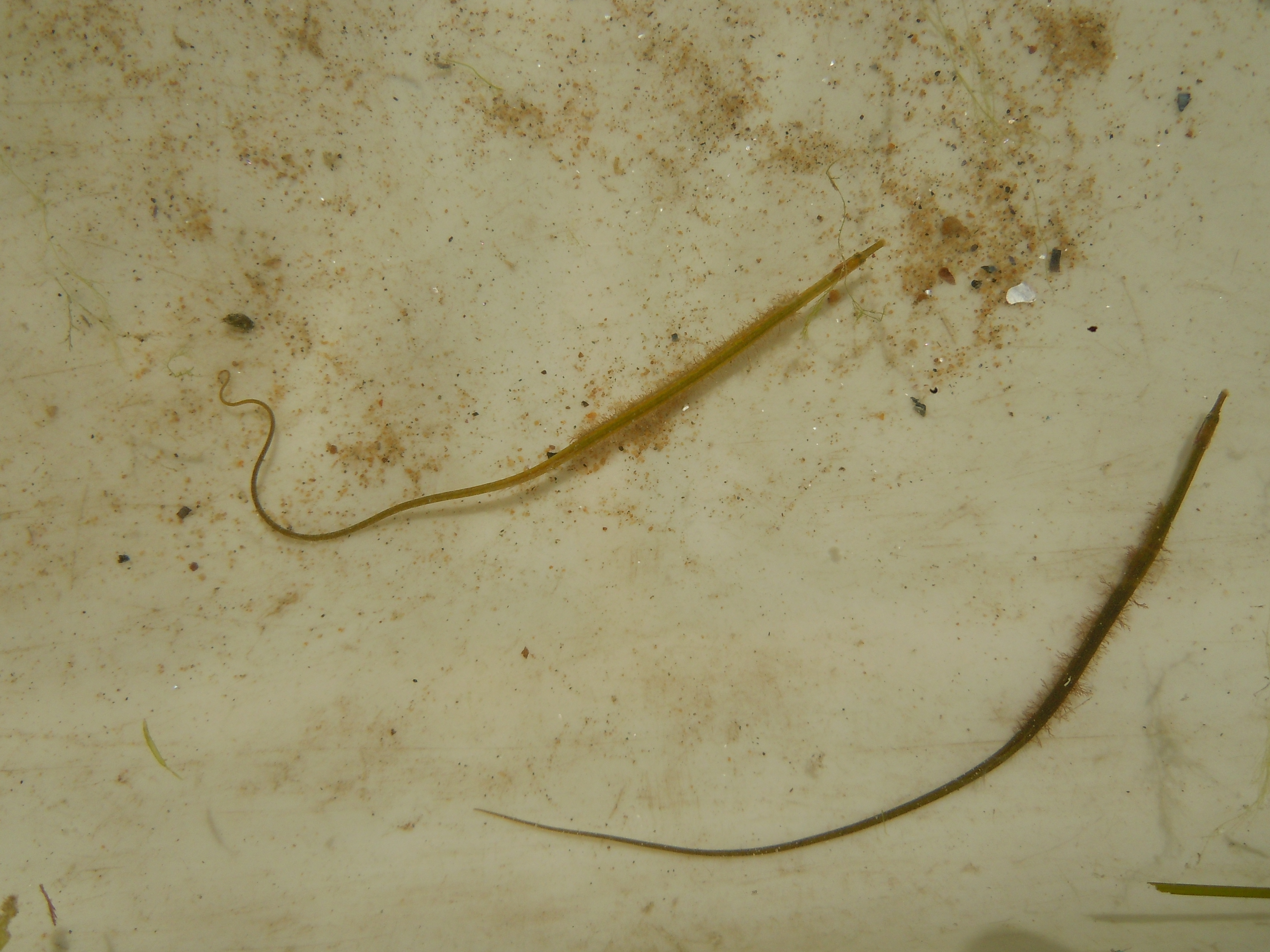
Nerophis ophidion
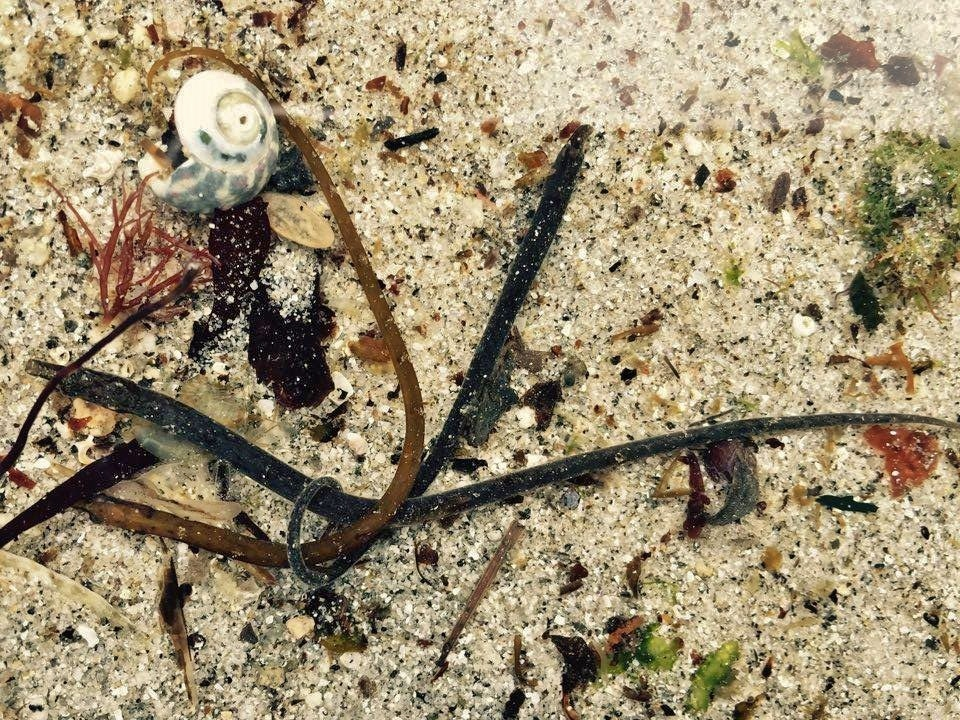
Nerophis lumbriciformis